# Sofia Meakin
Sofia Meakin (7 de febrero de 1998) es una deportista suiza que compite en remo.  Ganó una medalla de plata en el Campeonato Europeo de Remo de 2020, en la prueba de scull individual ligero.

## Palmarés internacional
| Campeonato Europeo | Campeonato Europeo | Campeonato Europeo | Campeonato Europeo      |
| Año                | Lugar              | Medalla            | Prueba                  |
| ------------------ | ------------------ | ------------------ | ----------------------- |
| 2020               | Poznań (Polonia)   | Medalla de plata   | Scull individual ligero |